# 에밀 크로니클 온라인
에밀크로니클 온라인(Emil Chronicle Online, 약칭 ECO)은 일본의 헤드 락, 겅호 온라인 엔터테인먼트, 브로콜리의 3사가 만든 3D MMORPG 게임이다.
대한민국에서는 2007년부터 ㈜그라비티에서 한글화하여 서비스를 시작하였다. 대한민국에서는 2010년 11월 3일에 서비스 종료되었다. 일본에서도 2017년 8월 31일을 마지막으로 서비스를 종료했다.

## 개요
- 이 게임은 일본의 MMORPG 게임이다.「무엇이든지」모든 사람들을 받아 들일 수 있는 세계를 목표로 하여, 일본의 만화나 애니메이션, 게임 문화를 온라인 게임에 활용하기 위해서 기획·개발되었다.
- 기획 계기는 헤드 락에서, 스튜디오 지브리 작품과 같은 세계관의 MMO를 제작하고 싶다는 오랜 세월에 걸친 구상에서 시작되었다. 이 게임을 브로콜리에 반입한 인연으로, 겅호가 운영을 담당하는 일로 정해졌다. 이 3사가 공동 사업체 「트리오·ECO」로서 기획/개발/운영에 임하는 제작 위원회 스타일을 뽑는다고 하는 제작 발표였지만, 2005년 11월 발족 후 불과 반년도 되지 않아 해산되었다. 현재는 겅호가 관리/운영을 담당, 헤드 락이 제작, 브로콜리가 캐릭터 분야와 관련 상품의 판매를 실시하는 등, 각 기업이 각각의 우수 분야에 집중해 담당하고 있다. 또, 글로벌 라이센스 계약을 라그나로크 온라인으로 유명한 대한민국의 ㈜그라비티가 담당해 전 세계에 진출하게 되어, 제 1탄은 한국어 로컬라이즈판, 제 2탄은 타이어 로컬라이즈판, 제 3탄은 홍콩판의 발표가 진행되었다.

## 특징
컨셉은「하트풀 온라인 RPG」. 그 원점은「시간이 없는 사람도, 여성도, 여러 사람을 받아 들이는 폭이 넓은 게임을 만들자」는 것이다. MMORPG에서는 드물게, 전투복 뿐만 아니라 평상복등의 갈아입히기 요소도 충분하게 포함되어 있어, 애니메이션과 같이 아름답고 사랑스러운 3D그래픽 캐릭터를 시작하고 세계를 만드는 것은「여성이나 아이가 친해지기 쉽고,」「부드러운 분위기,」「그림책과 같이 사랑스러운 세계관」을 의식해 만들어졌다. 경쟁 세계가 아닌「노는 것」이「치유되는 것」이 되는「하트풀」인 공생 세계를 목표로 한 세계관으로, 간단·쉬운 조작 체제, 일본 유저의 요구를 수용한 개발등에서 특히 온라인 게임 초심자나 여성 등에게도 인기를 끌었다.
홍보 이미지 일러스트에 하네하네 키로(발표 saga5), 오다니 오사무(saga6), Production I.G(saga7) 등을 메인 비주얼·이미지 캐릭터 디자인 담당으로 기용하였다.
기본 플레이 요금은 무료이고, 라이센스 상품이나 패키지 등에 게임내에서 장비·사용 가능한 한정 아이템을 부록 시키거나 스페셜 티켓등의 판매등으로, 이른바 유료 아이템·과금 아이템도 다수 투입되었다. 이것은 무료로 제공하고 있는 부분을 보충하기 위한 것이라고 하는 견해도 있었다. 일본에서는 라이센스 상품에 신세기에반게리온, 공각기동대 합작 등이 있어, 세계관을 파괴하고 있는 것은 아닌지, 라고 하는 비판의 소리도 올랐다. 다만 이러한 유료·과금 아이템에 의해서 게임의 진행이나 캐릭터의 성능등이 강화될 것은 없고, 말하자면 게임에 시각화를 더하는「멋 아이템」으로 철저히 제작되었다. MMORPG면서, 플레이어 캐릭터에 아바타(Avatar)적 요소를 모색하고 있다고 하는 견해도 있었다.
일찍이 매주 업데이트라고 하는, 온라인 게임에서는 이례의 체제를 취하고 있던 에코이었지만, 이것은 트리오 ECO로 조립한 2006년도분까지의 개발 계획을 스케줄 대로 실행하기 위해(때문에) 행해졌다. 개발 라인은 한 개만으로, 본론이 아닌 기타 기획은 GM측이 움직이었다. 유저들의 요구에 응해 게임 밸런스에 관련된 조정을 했지만, 이것은 개발측의 스케줄을 심하게 압박하는 것으로, 시점 개방 MAP에 이르러서는 개발비면에서도 좋았다. SAGA4로 계획하고 있던 내용을 실행 한 다음은, 업데이트 속도보다 질에 중점을 둔 개발 체제를 하였다. 또 크리스마스 이벤트등, 계절 한정 이벤트의 내용 대부분이 작년의 같은 이벤트를 다용도로 사용한 것이 많지만, 이것은 계절 이벤트가 매년 명절처럼 하기 위함이었다.
3D그래픽에 비해 경쾌한 동작도 특징의 하나이다. 매크로 등 부정행위에 대한 대응은 겅호에 의하면, 라그나로크온라인과 같은 정도의 단속밖에는 하고 있지 않다고 하지만, 시스템 자체가 새로운 면도 있기 때문에 부정행위에 관해서는 로그 루트를 더듬어 빈번히 단속을 하였다. 매크로에 대한 단속 요인으로서는, 기획 단계에서부터 금지 대책이 구상에 포함되어 있었기 때문이다.

## 서버 목록
- 노던프롬나드
- 아이언사우스

## 세계관
인위적으로 세 개의 평행 세계가 연결되어 버린 세계에서, 무대의 중심이 되는 에밀계는「고도의 기계 문명이 전쟁으로 멸망했다」는 역사를 가진다. 에밀(인간), 타이타니아(천사), 도미니언(악마), DEM(기계), 이라고 하는 네 종족이 공생하고 있어, 플레이어는 네 가지 종족을 선택해 플레이 할 수 있다. 과거의 모습은 에밀, 타이타니아, 도미니언 종족으로 새로 플레이하면 오프닝 이벤트로 엿볼 수 있다. 또, 마리오네트·캐티를 입수하는 이벤트등에서도 단편적으로 언급되었다. Saga8 이후 메인 스토리를 제공하고 있으며, 에밀, 타이타니아, 도미니언과 기계 종족 DEM과의 싸움이 그려져있었다.

## 주된 게임 시스템

### 경험치
적을 쓰러뜨리거나, 퀘스트를 완료하여 경험치를 얻을 수 있다. 단, 사망시 사망 페널티로 인해 3%의 경험치가 줄어졌다.
(에밀, 타이타니아, 도미니언의 경우)
경험치가 일정한 값에 도달하여, 경험치 표시줄이 100%가 되면 레벨이 올라갔다.
(DEM의 경우)
모은 경험치를 소모해서, 스탯 칩과 스킬 칩을 구입하는 데 사용한다. 경험치는 누적 경험치를 숫자로 표시했다.

### 레벨
(에밀, 타이타니아, 도미니언의 경우)
기본 레벨과 직업 레벨로 나뉘어 있으며, 사냥 및 퀘스트에 치우쳐있다. 기본 레벨은 캐릭터 고유의 레벨이었고 직업 레벨은 직업마다 설정된 레벨이었다.
(DEM의 경우)
EP (Engage Point)를 소비하여 기본 레벨을 올릴 수 있었다. DEM은 직업을 가질 수 없기 때문에 직업 레벨은 존재하지 않았다. (경험치는 존재한다)
최대 레벨: 에밀 세계와 타이타니아 세계에서는 기본 레벨 110, 직업 레벨 50. 도미니언 세계에서는, 기본 레벨 50, 직업 레벨 50.

### 상태
(에밀, 타이타니아, 도미니언의 경우)
종족과 직업에 의해 수정된 기본 값으로 기본 수준을 1 올려서 얻는 보너스 포인트로 플레이어가 자유롭게 캐릭터의 능력을 향상시킬 수 있었다. 상태는 STR(힘), DEX(정확성), INT(지능), VIT(생명력), AGI(민첩성), MAG(마력)의 6종류가 존재했다. 이 6가지의 상태는 HP, MP, SP, 물리/마법 공격력, 명중력, 방어력, 회피력, 공격 속도, 스킬 시전 속도 등에 영향을 준다. 미리 올려서 스탯 계산이 가능하며, 결정하기 전까지는 실제로 반영되지 않았다. 환생의 성수를 사용하면 스탯을 처음부터 다시 설정할 수 있었다.
(DEM의 경우)
기본 레벨을 레벨업 할 때마다 능력은 올라가지만 보너스 포인트는 없었기 때문에, 자유자재로 설정할 수 없었다. 머시나 폼의 경우 기본 경험치를 지불하고 칩을 구입하여 배열하거나 더 강력한 부품을 구매하기 위한 능력이 생긴다. 노멀 폼의 경우 칩 강화 분이 반영되지 않았다.

### 스킬
(에밀, 타이타니아, 도미니언의 경우)
직업 레벨을 1 올리거나 각종 이벤트를 달성하면 스킬 포인트를 1 얻을 수 있었다. 점령을 통해 습득할 수 있는 기술은 다랐다. 또한 각 기술의 습득에 필요한 직업 레벨이 존재했다. 다른 기술을 습득하기 위해서는 스킬 포인트가 3 필요했다. 또한 많은 스킬 레벨이 존재하며, 1 늘리려면 스킬 포인트를 1 소모한다. 망각의 성수나 망각의 포션을 사용하면 스킬을 잊을 수 있다. 또한 각 캐릭터마다 1번씩 대도사의 방의 NPC를 통해 스킬을 잊을 수 있었다.
(DEM의 경우)
머시나 폼의 경우에만 직업 경험치를 지불하고 스킬 칩을 구입, 배열하여 스킬을 습득해 사용할 수 있었다.

### 칩
DEM에만 구현되어있는 요소로 DEM 커스터마이즈 방에서 DEMIC이라는 패널을 열고 칩을 배열하여 DEM의 능력을 올리고, 스킬을 습득할 수 있었다. 또한 인게이지 태스크라는 위치에 인접한 칩은 능력이 두배가 된다. 패널을 1회 리셋할 때마다 EP를 1 소모했다.

### 빙의 시스템
캐릭터를 일부 장비 아이템 (오른손·왼손·갑옷·목걸이)에 빙의시켜 다른 캐릭터로 장비하는 ECO최대의 특징이라고도 말할 수 있는 시스템이다. 빙의 한 사람은 빙의 된 사람이 적을 쓰러뜨리는 것으로 얻은 경험치의 1/10을 얻을 수 있어, 플레이 시간이 짧은 플레이어라도 비교적 용이하게 레벨을 올리는 것이 가능하다. 단, 기본적으로 빙의한 사람의 능력치는 반영되지 않는다. 반영되게 하려면 엑스퍼트 직업의 직업 레벨 30으로 배울 수 있게 되는 "~~ 의 혼" (~~에는 직업의 이름이 들어간다)이라고 하는 스킬이 필요하다. 일부 고렙 유저들은 이 스킬을 배운 후에 빙의 하고 로그아웃 하는 (통칭"혼빙")것만으로 경험치를 번다. 또, 베이스 레벨이 30 이상 차이 나는 캐릭터 사이에는 빙의 할 수 없었다. 빙의 중에 베이스 레벨 차가 30 이상이 되면 강제적으로 해제되었다.
빙의시에 빙의하고 있는 플레이어가 할 수 있는 것은 (2배의 MP/ SP를 사용해요) 스킬을 사용하는 것과 아이템을 사용하는 것 뿐. 아이템은 빙의된 사람에게 효과를 끼쳤다 (일부는 제외). 보통 공격은 할 수 없고, 움직이는 것도 할 수 없었다. 또, 빙의 한 사람에 대해서 스킬을 사용하는 것도 할 수 없었다. 빙의 중에서도 드물게 대미지를 받는 일이 있다. 이것을 관통공격이라고 부른다. 자신에게 아이템이나 스킬을 거의 사용할 수 없기 때문에 회복은 자연회복(5초마다 10% 전후)에 의지해야 했다.
또 파티 플레이 중에 1명의 캐릭터로 다른 복수의 파티 캐릭터가 빙의하는 것으로, 체력의 낮은 플레이어를 빙의시켜 전투를 유리하게 진행하거나, 특정 직업밖에 들어갈 수 없는 장소에 다른 직업 캐릭터를 빙의시키고 들어가는 플레이 방법도 쓸 수 있다. 단 초급자 던전「벌들의 고향」입구와 같이 빙의한 상태에서는 들어갈 수 없는 장소도 존재했다. 또 누군가를 빙의하고 있는 상태에서는 진행되지 않는 이벤트도 존재했다.
DEM의 경우에는 노멀폼에서 빙의된 아이템을 주울 수만 있었다.

### 파티
단독 플레이도 즐길 수 있지만, 여러 사람이 파티를 맺으면 비교적 강적이 있는 장소에도 가는 것이 가능했다. 파티는 8명까지 참가하는 것이 가능해서, 파티 인원 수에 따라 경험치가 분배된다. 특히 레벨이 낮은 동안은 다같이 남획이라고 하는 모양으로 경험치를 버는 것도 할 수 있다. 던전 등에서는 리더 1명, 보조자가 1~2명 빙의 해서 가는 것이 일반적이다. 파티 멤버끼리 채팅도 가능했다.
아크로니아 평원등 사람이 많은 필드에는 파티 모집광장이 준비되어 있지만, 자신의 캐릭터의 우측 클릭 메뉴에서 참조할 수 있는 모집 광고 목록을 사용한 모집도 일반적이었다.
또, 일부 스킬은 파티 멤버가 없다고 사용할 수 없거나 파티 멤버에만 효과를 끼쳤다.

### 마리오네트
마리오네트는, 바느질한 인형 같은 아이템「마리오네트」에 플레이어가 빙의하여 발동하는 시스템이다. 빙의 하는 것으로, 마리오네트 고유의 특수 능력을 사용하는 것이 가능하게 되었다.
역시, 누군가를 빙의하고 있는 상태에서는 마리오네트를 사용할 수 없었다. 또한 DEM은 마리오네트를 사용할 수 없었다.
또,「골렘 고블렛」이라고 하는 아이템을 마리오네트와 합성하는 것으로 마리오네트를 골렘화 할 수 있었다. 골렘·마리오네트는 플레이어가 로그아웃 하고 있는 때에 자신의 의지로 움직일 수 있게 된다. 예컨대, 로그아웃시에 명령을 주는 것으로, 골렘·마리오네트에 노점판매나 매입, 아이템 수집 등을 시키는 것을 할 수 있었다.

### 이리스 카드
무기, 상의, 목걸이에 최대 5개의 카드 슬롯을 만들고 (실패 확률 있음), 이리스카드를 장착하여 효과를 발휘하는 시스템. 다양한 효과 카드가 있고, 이로써 전투의 폭을 확장할 수 있었다. 장비의 필요 레벨에 따라 카드 슬롯을 만드는데에 사용되는 아이템이 다른데, 필요레벨이 높을수록 더욱 비싼 아이템이 필요했다. 이리스 카드의 경우, 먼저 블랭크 카드를 NPC에게서 구입하거나 캐쉬로 구매, 또는 몬스터로부터 입수하여 할렐리에게 완성된 카드로 바꾸는데, 블랭크 카드의 입수 방법에 따라 교환되는 이리스 카드의 종류도 다르다.

### 펫
캐릭터가 모험 등에 펫을 데리고 다닐 수 있는 시스템. 멍멍이(개)를 비롯하여, 용병(사람)이나 개트링 포(물건)까지 다양한 것이 펫이 되었다. 또 백패커계의 직업 및 스트라이커는 펫에게 공격 명령을 내리는 스킬, 펫을 사용한 고유의 스킬을 습득할 수 있었다. 펫 중에는 능동적으로 플레이어에 지원을 행하는 것도 존재했다.
펫은 고유의 능력치를 갖고 있으며, 펫이 전투하는 것으로 성장시킬 수 있다. 최저 1개의 능력치가 성장 한계까지 성장하면 펫을 전생 시킬 수 있었다. 한계까지 달한 능력치는 초기값으로 되돌아가지만, 전생에 맞게 각 능력치의 성장 한계치가 향상되었다. 펫에게 지어진 이름은 초기에는 종류명으로 되어 있지만, 비교적 값싸게 판매되고 있는 특정 아이템을 사용함으로써 몇 번이라도 임의로 변경이 가능했다. 이 때문에 게임 내에서는 유니크한 이름을 가진 펫을 데리고 다니는 플레이어를 수없이 많이 볼 수 있었다.

### 링
일종의 길드 같은 것으로 16명까지 가입할 수 있었다. 멤버에게 직위를 주거나, 링 채팅으로 링 멤버만으로 대화를 하거나 하는 것도 가능했다. 사이가 좋은 링에서 특정 직업 전용 링, 이벤트 개최 링등 다양한 링이 결성되었다. 또, 링 명성치를 올려 가입상한을 40명까지 늘리는 것도 가능했다. 링 명성치 같은 경우에는 링원들이 카페에서 받은 퀘스트나 다른 NPC 등에게서 받은 퀘스트를 보고함으로써 올릴 수 있었다.

### 무기융합 시스템
외형이 마음에 드는 장비성능 장비보다 낮은 착용가능 레벨의 장비)를 고성능의 장비(외형 장비보다 높은 착용가능 레벨의 장비)에 융합 할 수 있는 시스템이다. 장비가 그래픽에 반영되어, 코디요소가 중요시되는 ECO에 있어서, 외형이 취향인 장비와, 레벨에 맞는 전투 능력을 갖춘 장비를 만들어 길게 애용하는 것이 가능하다. 단 융합에는 제한이 있었다. 일단 장비부위가 같아야 한다. 또 외형의 장비가 융합되는 장비보다도 강력하거나, 또는 장비조건이 맞지 않는 경우는 융합이 불가했하다.

### 격투장
아크로 폴리스에서, 다운 타운 북쪽의 포탈이 입구로서 위치했다. 이 장소는 플레이어끼리 대전(PvP전)을 할 수 있는 장소이며, 어디까지나 시험해 보는 장소로써, 승리해도 경험치는 받을 수 없으며, 패배해도 경험치가 줄어들지 않았다. 또, 특정 시간대에만 수행하는 기사단연습, 메타모 배틀의 접수도 여기에서 행해진다.

### 기사단 연습
동서 남북의 각 기사단에 등록한 플레이어끼리 대전할 수 있는 시스템이다. 각 군 100명씩, 최대 400명이 참가가능했다. 격투장에서의 대전과는 달라 각 군의 팀워크도 중요했다.
기사단 연습중에는 장비의 내구도가 줄지 않았다. 또한, 패배해도 경험치가 줄어들지 않으나, 승리 할 때에는 소량의 경험치가 증가했다.

### 다운타운 공방전
도미니언 세계에 위치한 도시 "웨스트포트"를 기계족 DEM의 침공으로부터 보호하는 시스템. 최대 인원은 500명. 승리하면 도시는 평온 상태로 돌아가지만 패배하면 도시는 몬스터에게 점령되고 도시의 기능이 상실되었다. 또한 패배할 경우 "탈환전"을 실시하여 성공해야만 도시가 평온 상태로 돌아갔다. "다운타운 공방전"이 종료될 때 CP (공헌 값)가 배포되고 CP는 플레이어의 활약에 따라 좌우된다. 패배해도 일단은 CP가 지급되지만 적게 지급되며, "탈환전"때에는 CP를 획득할 수 없다. CP를 지불하여 구매하는 전용 상품이 존재하며, 계절 한정을 포함하여 정기적으로 구매 가능 물품이 변화하기도 했다.

### 상위 전생
DEM 이외의 종족이, 에밀 드래곤을 쓰러뜨린 경험이 있는 상태에서, 베이스 레벨이 100 이상이고, 엑스퍼트 직업 또는 테크니컬 직업 혹은 노비스의 잡 레벨이 50이 되면 실행할 수 있는 상위 부족으로의 전생. 에밀 타이타니아 도미니언이 각각 하이에밀 아크타이타니아 익스도미니언으로 환생한다. 전생하면 자동으로 3차 크로니클 직업으로 전직하고 베이스 / 잡 레벨이 모두 1로 된다. 전생함으로써 캐릭터에 특수 효과를 적용할 수 있는데, 전생시 베이스 레벨이 높을수록 선택할 수 있는 효과가 많았다.

## 종족
4가지 종족이 존재한다. 어떤 종족에서도 모든 직업을 선택할 수 있지만, 적정종족에서는 직업에 따라(의해) 혹독한 전직시험이 면제되는 경우가 있었다. 예를 들어 타이타니아족에서는 사제의 전직시험이 면제, 도미니언족에서는 암흑사제의 전직시험 일부가 면제됐다. 또 종족전용 장비도 존재했다.

### 에밀 족
이른바 인간 종족. 세계 각지의 유적이나 던전에 부와 명성을 노리고 여행을 떠난다고 하는 배경. 초기 VIT값이 높기 때문에 체력이 우수해 파이터계 직업에 특히 많이 선택되었다. 또, 3종족 가운데에서는 유일하게, 날개를 갖고 있지 않기 때문에 큰 배낭을 짊어지는 것을 할 수 있어서, 백패커계 직업에도 많이 선택됐다.

### 타이타니아 족
천사종족. 일정 연령이 되면, 부여된 시련을 위해서(때문에) 인간계를 방문한다고 하는 배경. 머리 위에 고리가 있고, 등에 돋아난 하얀 날개에 의해서(따라서) 3종족 가운데에서는 유일하게 공중에 떠 다니는 것이 특징. 초기 MAG값이 높기 때문에, 마법사 등의 스펠 유저 계열 직업에게 많이 선택되는 종족이다.

### 도미니언 족
악마종족. 욕구를 가지고, 전쟁이나 승리를 향해 인간계에 온다고 하는 배경. 등에 돋아난 검은 날개와 꼬리가 특징. 초기 STR값이 높아 파이터계 직업에도 선택되지만, 초기 VIT값이 낮아 그것을 커버하는 전투 방법이 요구된다. 초기 MAG값도 타이타니아 다음으로 높기 때문에 스펠 유저 직업에도 선택됐다.

### DEM 족
기계 종족. 본래는 도미니언 세계에서 명령대로 싸울 운명이었으나 어떠한 이유로 인해 자유 의지를 갖게 되었다. 일반적인 복장을 사용하는 "노멀 폼"과 전투 장비를 갖춘 "머시나 폼"을 서로 전환할 수 있다. 성장의 특징으로는 기본 레벨 이외에도 칩이나 파츠를 통해 능력을 높여 나갈 수 있다. 또한 직업을 가질 수 없었다.

## 직업
플레이 시작 직후는 노비스(무직)로서 출발하게 되지만, 어느 정도의 시기가 되면 업타운의 직업 길드에서 전직할 수 있었다. 레벨에 의한 전직 제한은 없지만, 직업에 따라서는 일정 체력이나 마력등을 요구하는 전직 시험이 있었다.
2차직 전직에서는, JOB 레벨의 최고치(Lv50)가 되지 않아도 JOB30 이상으로 전직할 수가 있지만, 전직한 시점에서 배우지 않은 1차직 스킬 등은 배울 수 없게 되므로 주의가 필요했다. 또 전직 이후는 1차직 스킬 포인트는 증가하지 않았다(스킬 포인트 입수 이벤트에 의한 1차 스킬 입수는 가능).
2차직은 엑스퍼트 직업과 테크니컬 직업으로 나뉜다. 1차직에서 2차직 전직 시험을 실시해 직접 전직할 수 있는 것은 엑스퍼트 직업뿐이다. 테크니컬 직업은 일정 조건을 채운 후, 엑스퍼트 직업에서 전직이 가능하게 된다. 한 번 테크니컬 직업에 전직한 다음은 테크니컬 직업과 엑스퍼트 직업을 언제라도 바꾸는 것이 가능하게 되는데, 이것을 잡 스위칭 시스템이라고 부른다. 이 때, 현 JOB 레벨에 따른 일정 수의 스킬을 엑스퍼트 직업 및 테크니컬 직업으로부터 리저브로서 이행할 수 있다. 엑스퍼트 직업의 스킬을 사용하는 테크니컬 직업. 또는 그 역으로도 가능하게 되었다.
3차 직업으로의 전직은 에밀 드래곤을 쓰러뜨린 적이 있고, 베이스 레벨이 100 이상이며, 엑스퍼트 또는 테크니컬의 잡 레벨이 50일 때 가능하다. 노비스의 경우 베이스 레벨 100, 잡 레벨 50에서 전직 가능.

### 노비스 계열
캐릭터를 처음 생성하면 얻게 되는 직업으로, 별다른 특징이 없는 직업이다. 다른 직업으로 전직할 수 있으며, 노비스 직업으로 3차직이 되면 직업과 관계 없이 모든 장비를 착용할 수 있게 되었다.
- 노비스(0차직)
  - 조커(3차직 크로니클 직업)

### 파이터 계열
이른바 전위직이다. 파티의 벽이 되는 직업으로, 검을 사용해 높은 공격력을 가지는「검사」, 방어력이나 HP가 극히 우수한「기사」, 솔로 능력이 뛰어난「도적」, 활을 사용해 원거리 공격을 실시하는「궁수」로 나뉜다.

#### 검사 계열
- 검사(1차직)
  - 광전사(2차직 엑스퍼트 직업)
  - 현상금 사냥꾼(2차직 테크니컬 직업)
    - 글래디에이터(3차직 크로니클 직업)

#### 기사 계열
- 기사(1차직)
  - 성기사(2차직 엑스퍼트 직업)
  - 흑기사(2차직 테크니컬 직업)
    - 가디언(3차직 크로니클 직업)

#### 도적 계열
- 도적(1차직)
  - 암살자(2차직 엑스퍼트 직업)
  - 특수 전투병(2차직 테크니컬 직업)
    - 이레이저(3차직 크로니클 직업)

#### 궁수 계열
- 궁수(1차직)
  - 사냥꾼(2차직 엑스퍼트 직업)
  - 총잡이(2차직 테크니컬 직업)
    - 호크아이(3차직 크로니클 직업)

### 스펠 유저 계열
마법을 사용하는 후위직에 해당된다. 무속성의 공격 마법이나 보조계 마법이 있는 신생 마법을 사용하는「마법사」, 불, 물, 대지, 바람의 4속성을 이용한 마법을 사용하는「주술사」, 공격은 서투르지만 유일한 회복 마법과 광속성 마법을 사용하는「사제」, 어둠 속성을 이용한 마법과 약간의 전위 물리 공격도 취급할 수 있는「암흑사제」로 나뉜다.

#### 마법사 계열
- 마법사(1차직)
  - 대마법사(2차직 엑스퍼트 직업)
  - 현자(2차직 테크니컬 직업)
    - 포스마스터(3차직 크로니클 직업)

#### 주술사 계열
- 주술사(1차직)
  - 원소술사(2차직 엑스퍼트 직업)
  - 속성술사(2차직 테크니컬 직업)
    - 아스트랄리스트(3차직 크로니클 직업)

#### 사제 계열
- 사제(1차직)
  - 신관(2차직 엑스퍼트 직업)
  - 음유시인(2차직 테크니컬 직업)
    - 카디날(3차직 크로니클 직업)

#### 암흑사제 계열
- 암흑사제(1차직)
  - 암흑신관(2차직 엑스퍼트 직업)
  - 사령술사(2차직 테크니컬 직업)
    - 소울테이커(3차직 크로니클 직업)

### 백패커 계열
특수 능력에 특화한 직업이다. 광석 지식이나 수집이 뛰어난「광부」, 식물 지식이나 수집이 뛰어난「농부」, 아이템 수집이나 솔로 능력이 뛰어난「모험가」, 상인으로부터 싸게 쇼핑하거나 자신이 상점을 열 수 있는「상인」으로 나뉜다. 파티에서는 짐꾼이 될 수도 있었다. 이 게임에서는 소지할 수 있는 아이템의 제한이 많기 때문에, 이 이점이 귀중한 보물이 될 수도 있었다.

#### 광부 계열
- 광부(1차직)
  - 대장장이(2차직 엑스퍼트 직업)
  - 기계 공학자(2차직 테크니컬 직업)
    - 마에스트로(3차직 크로니클 직업)

#### 농부 계열
- 농부(1차직)
  - 연금술사(2차직 엑스퍼트 직업)
  - 인형술사(2차직 테크니컬 직업)
    - 하베스트(3차직 크로니클 직업)

#### 모험가 계열
- 모험가(1차직)
  - 탐험가(2차직 엑스퍼트 직업
  - 고고학자(2차직 테크니컬 직업)
    - 스트라이더(3차직 크로니클 직업)

#### 상인 계열
- 상인(1차직)
  - 대상인(2차직 엑스퍼트 직업)
  - 승부사(2차직 테크니컬 직업)
    - 로열딜러(3차직 크로니클 직업)

### 조인트 직업
특수한 아이템「심볼 장비」를 장비함으로써, 특수직인 조인트 직업의 힘을 사용할 수 있었다. 심볼 장비를 장비하고 있는 동안은 특수직 조인트 직업으로 있게 되어, 그 직업의 스킬을 습득·사용할 수 있는 것 외에, 캐릭터가 원래 습득하고 있던 스킬도 계속 사용하는 것이 가능했다. 통상의 전직·직업 체인지 시스템과는 달라,「심볼 장비」를 해제하면 언제라도 전의 직업으로 돌아오는 것이 가능했다.
- 브리더
- 가드너

## SAGA
에밀크로니클 온라인에서는, MMORPG에서는 가장 변화가 빠른 것이 아닐까 생각하게 하는 정도로 매주 빈번히 업데이트를 하고 있지만, 그 이외에도 4개월에 1회의 비율로 대규모 업데이트를 하고 있다. 지금까지 행해진 대규모 업데이트는 다음과 같다.

### SAGA0：아크로니아의 고동
[아크로니아의 鼓動]
β테스트와 동시에 개시되었다. 당시는 아크로니아 대륙만이 열려 있었다.

### SAGA1：하얀 대지와 무한회랑
[하얀 大地와 無限回廊]북쪽의 마법 왕국「노던 왕국」이 추가되었다. 노던의 거리에서는, 스펠 유저밖에 갈 수 없는 방도 존재한다. 또 동시에 링시스템, 능력을 시험해 볼 수가 있는 「무한 회랑」이 추가되었다.

### SAGA2：여명을 달리는 것
[黎明을 달리는 것]남쪽의 광산 도시 국가「아이언 사우스」가 추가되었다. 노던 왕국에서의 반성도 있어서인지, 아이언시티에서밖에 받을 수 없는 퀘스트등도 등장했다. 또, 펫 시스템, 무기 방어구의 강화 시스템, 2차직 엑스퍼트 직업, 필드 보스 몬스터도 추가되었다.

### SAGA3：풍양의 나라와 어둠의 성
[豐穰의 나라와 어둠의 城](풍요의 나라와 어둠의 성)(정식 서비스 개시~)
동쪽의 농업 도시 국가「파이스트」가 추가되었다. 파이스트에서는 고레벨 플레이어를 위한 던전이 준비되었고, 펫의 능력 상한을 올리는 펫 전생 시스템등이 추가되었다. 3D그래픽이면서 반 쿼터 뷰를 채용하고 있었지만, 이 SAGA부터 일부 맵에서 시점 자유화를 실시했다. 플레이어의 집이 되는 비공정이 추가되었다. 자동 생성되는 인스턴트 던전이 추가되었다.

### SAGA4：흥국의 바람
[興國의 바람](신세계의 바람)(2007년 8월 3일~)
서쪽의 탄광 도시 국가「모그」가 추가되었다. 2차직 테크니컬 직업, 신던전인「빛의 탑」이 추가되었고, 동일한 1차직을 가지는 2차직 엑스퍼트 직업⇔2차직 테크니컬 직업간의 전직을 실시할 수 있는 잡 스위칭 시스템도 추가되었다.

### SAGA5：창생과 전승의 섬
[創生과 傳承의 섬](창조와 전승의 섬)(2007년 12월 5일~)
아크로니아 대륙 남동쪽의 섬「통카」가 추가되었다. 비공정의 개조(워프 기능 부여)와 빛의 탑의 상층부의 확장, 몇 개의 퀘스트, 이것들에 수반하는 새로운 몬스터와 신아이템등이 추가되었다.

### SAGA6：신생의 문짝
[新生의 문짝](신생의 문)(2008년 4월 16일~)
아크로니아 대륙 동남동쪽의 섬「마이마이」가 추가되었다. 그것과 동시에 고레벨 플레이어를 위한 던전「마이마이 유적」이 추가되었고, 2차직 테크니컬 직업에 51종, 2차직 엑스퍼트 직업에 3종으로 합계 54종의 스킬이 새롭게 추가되었다. 또「직업 조인트 시스템」및, 특수직「브리더」가 추가되었다.

### SAGA7：머나먼 물의 향
[머나먼 물의 鄕](아득히 먼 물의 나라)(2008년 7월 28일~)
아크로니아 대륙 북서쪽의 섬「하늘까지 닿은 탑의 섬」및, 천계「워터레이어」, 신던전「해저 동굴」이 추가되었다. 채취·토벌 퀘스트가 여러종류 추가되어 이것들에 수반하는 여러 종류의 새로운 몬스터와 신아이템이 추가되었다.

### SAGA8：전가의 대지
[戰歌의 大地](전장의 노래)(2008년 12월 17일~)
도미니언계「아크로니아 대륙 서부」,「웨스트포트」가 추가되었다. 도미니언계에서는「차원 전생 시스템」에 의해, 베이스·직업 모두 Lv1 상태로 재스타트가 된다. 또, 일부를 제외하고「필드 PvP」가 가능하게 되어 있어「PvP 랭킹」과「필드 챔프」도 준비되어 있다. 에코 샵 한정판 패키지의 특전인 「캐티(메론)」의 입수 이벤트, 신조인트 직업「정원사(가드너)」, DEM의 침공으로부터 웨스트포트를 지키는「다운타운 공방전」도 추가되었다.

### SAGA9：유구의 낙원
[悠久의 樂園](영원의 낙원)(2009년 8월 5일~)
타이타니아 세계 중 휴양지인 "ECO 타운"이 추가되었다. 또한 LV99 무기가 추가되어 LV99 무기의 재료가 되는 아이템을 구하는 데 필요한 "고래 바위"던전이 추가되었다. 또한 엑스트라 업데이트 "이리스"로 속성의 개념이 중요화되고 전투의 대미지 공식이 크게 변화되었다.

### SAGA10: 거짓의 신과 기계의 기억
[거짓의 神과 機械의 記憶](2010년 5월 19일~)
제4종족인 DEM이 추가되었다. 이에 따라 DEM에 대한 부품과 칩 등이 추가되었다. 도미니언 세계의 레벨 제한이 50으로 변경되었으며, 군함섬 지하, 지하 정수시설, 지하 대수로, 구 아크로폴리스 등 DEM과 관련된 새로운 맵이 추가되었다.

### SAGA11: 각성의 각
[覺醒의 刻](각성의 시간)(한국서버가 종료해 추가되지 않은 패치)
상위종족이 추가되었고, 함께 3차 크로니클 직업이 추가되었다. 3차 크로니클 직업은 계속 업데이트 될 예정이며, 무기 파트너화로 인해 많은수의 한국유저들이 서비스 종료를 아쉬워하고있다.

### SAGA12: 되살아나는 고동과 천공의 수호자
[되살아나는 鼓動과 天空의 守護者](소생(蘇生)의 고동과 천공의 수호자)(한국서버가 종료해 추가되지 않은 패치)
비공성 시스템의 업데이트로 링 전용의 비공정이 생겼다. 비공성의 유지를 위해 유지비가 들며, 유지비를 내지 않으면 비공성이 사라지게된다.

### SAGA13: 개척되는 대지
[開拓되는 大地](한국서버가 종료해 추가되지 않은 패치)
초보 튜토리얼이 크게 바뀌었으며, 유저 인터페이스가 변화되었다. 또 각 SAGA마다 추가되는 새로운 스토리도 추가되었다.

### SAGA14: 심록의 문짝
[深綠의 문짝]신탁의 바람 구멍 구현, 낚시 시스템 구현. 아이템의 중량·용량·회복량 조정. 도미니온 세계신생.

### SAGA15: 영원한 고삐
[永遠한 고삐]유니온·패트·시스템 구현. 웨스트―개척지·아크
로니아구릉구현. 재활용 시스템 구현.

### SAGA16: 얼음의 여왕의 추억
[얼음의 女王의 追憶]노던 지하구현. 　나그네의 메모, 이리스·카드, 심플·세팅 구현.

### SAGA17: 태고의 봉인과 무궁한 우리
[太古의 封印과 無窮한 우리]무한복도하층, 비공정 2대째 구현. 무한복도중층추가, 기사단 연습 리뉴얼,배틀 폐지. 어쩌다가 넣어 시스템 구현.

### SAGA18: 창색의 신기루
[錆色의 蜃氣樓]

#### 1st:적식의 고대도시
[赤蝕의 古代都市]카민 브릭, 새몬스터, EX이리스 카드 제24탄 구현.

#### 2nd:이중의 비술
[二重의 秘術]듀얼 잡 시스템, DExtension, 근거 카탈로그 구현.

#### 3rd:지저의 태동
[地底의 胎動]무한복도, 나락계층, 비공성(飛空城) 새부품 구현.

### UPDATE: 파트너
(SAGA19)애완 동물 유니온 펫 시스템이 파트너 시스템에 통합. 새로운 튜토리얼 구현. 니코 니코 응용 프로그램 버전 시작했다.

### UPDATE: 반격의 대지
[反撃の大地](SAGA20)도미니온 세계의 도시공방전을, 새룰 「방위전」 「공략전」을 도입해 리뉴얼.

### UPDATE: 고삐의 시련
[絆の試練](SAGA21)타워 오브 디펜스 타입의 미니 게임 '파트너 프로텍트 "를 도입.

### UPDATE: 어나더 크로니클～또하나의 이야기～
[アナザークロニクル～もうひとつの物語～](SAGA22)엔션트 아크「EX챕터」추가, 새스킬 「어나더 크로니클」구현.

### EXTRA UPDATE: 너와 걷는 길
[君と歩く道](SAGA23)스토리 모드 및 관련 캐릭터 리부트, 새시스템 「유닛 시스템」구현.

#### 1st:너와 걷는 길
스토리 모드 신규추가. 일부AAA관련 퀘스트에 유닛 시스템을 구현.

#### 2nd:움직이기 시작하는 세계
[動き出す世界]SAGA8∼SAGA10까지의 스토리 모드를 완전 리뉴얼.

#### 3rd:진실의 끝에
[真実の先へ]SAGA11∼SAGA13까지의 스토리 모드를 완전 리뉴얼. player 종족전생 특전입수 완화. 파트너 근거 구현.

### CHRONICLE UPDATE: 결전
[決戰](SAGA24)

#### 1st:파멸의 황풍
[破滅의 黃風]스토리 모드 신규추가. 새아이템 "신기"추가. LV99&LV110디멘션 무기입수 조건완화 및 난이도변경. "칭호"구현.

#### 2nd:연결하는 감정
[つなぐ想い]스토리 모드 최종막추가. 서비스 종료에 따른 일부의 컨텐츠 변경. 과금 컨텐츠 판매 종료.

### 대감사 UPDATE
ECO최후의 대형 업데이트. 취득 경험 값 10배의 이외, 입수 곤란한 아바타 아이템의 판매, 렌탈 파트너 등. SAGA는 원래 북유럽 신화의 전설을 의미하는 단어이었다.

## ECO의 월드
```
에밀크로니클의 세계, 아크로니아 대륙
```

에밀 크로니클 온라인에는 각각의 세계가 존재했다. 현재는 에밀 세계, 타이 타니아 세계, 도미니언 세계 3개가 확인되고 있다. 이와는 별도로 기계 종족 DEM 세계도 있었다. 확인이 된 3세계는 평행 세계의 관계이었다. 기본적인 대륙의 모양은 같지만, 걸어 온 역사의 차이로 인해 실제 모습은 크게 다르다. 이들 3세계는 하늘까지 닿은 탑에 연결되었다.

### 에밀의 세계
플레이어가 주된 모험을 하게 될 세계. 사방이 바다에 둘러싸여 신록이 풍부한 초원이나, 설원, 사막, 황야등 여러 가지 지형이 펼쳐져 있었다. 과거에는 고도의 기계 문명을 가지고 있었다. 기계 시대에 고갈된 자원이 필요해, 우주와 지하를 연결하는 탑을 건설했다. 그러나, 우주와 지하에는 연결되지 않고, 타이타니아 세계와 도미니언 세계라고 하는 패러렐 월드에 연결되어 버렸다. 이 탑이, 하늘까지 닿은 탑이었다. 실은 하늘까지 닿은 탑의 건설 계획 자체가, 타이타니아 세계에의 근거지를 확보하려고 한 기계종족「DEM」의 책략이었다고 여겨지고 있었다. 그 때문에, 에밀 세계는 DEM의 침공을 받고 전쟁이 일어났다. 결과, 수도 아크로폴리스와 DEM의 기동 요새 마이마이가 서로 공격하는 형태로 전쟁이 종료. 이것에 의해서 기계 문명의 대부분이 없어져 버렸다. 현재는 발굴된 기계를 이용하는 등, 한 때의 문명을 되찾고 있었다. 그러나, DEM에 의한 에밀 세계에의 개입이 종종 행해지는 등, 예측을 불허한 상황이 계속되고 있었다. 에밀 종족 외에, 타이타니아나 도미니언도 많이 생활하고 있었다. 그 때문에 종족에 의한 차별은 적지만, 혼혈은 이단으로 되어 있다. 최근에는 자유 의지를 가진 DEM도 많이 여행하게 되었다.

#### 아크로폴리스 시티
게임 시작 직후에 방문하게 되는 최초의 도시로서, 아크로니아 대륙의 중앙부에 위치하는 자유 교역도시. 그 이름대로 많은 상인에 의해서 온 세상의 상품이 거래되고 있어 온 세상의 물건과 사람이 모이는 활기 흘러넘치는 장소이다. 칼데라 호의 바닥에서 솟아 있는 거대한 샤프트가 도시의 중앙부를 관철해, 그 꼭대기에서 내려오는 몇 개의 와이어가 도시 전체를 칼데라 호에서 매달아 올리듯이 지지하고 있었다. 호의 외벽 사방의 도개교를 건너들어오면 업타운과 다운타운이 있었다. 이전에는 아크로니아 왕국이라고 하는 거대한 국가였지만, 어떤 사건에서 붕괴(본편에서도 이 사건의 전말은 말해지지 않았다)해, 그 후 각국의 진주군이 싸움을 거치고, 노던 프롬나드, 파이스트, 아이언 사우스, 모그의 4 국가가 합의제로 다스리는 도시로서 부흥했다. 각국의 진주군이 아크로폴리스의 독립 방지와 자국의 이익 대표의 후원자를 명목에 주재하고 있었다.「혼성 기사단」이라고 자칭하는 그들은 각 동군(파이스트), 서군(모그), 남군(아이언 사우스), 북군(노던 프롬나드)으로 나뉜다. 하지만 각국 기사단간의 제휴 등은 없고, 조직적인 연결은 얇은 것 같다. 그들의 존재에는 아크로폴리스를 둘러싼 정치적 사안이 보일듯 말듯 있어, 서로 서로 견제하는 냉전과 같은 상태라고 말해도 괜찮을지도 모른다.

#### 노던 프롬나드
아크로니아 대륙에서 북쪽, 연중 눈이 쏟아지는 극한의 섬에 위치한 도시. ECO의 세계에서는 유일하게 군주제를 시행하고 있는 나라로, 마법 연구에 뛰어나 마법 길드의 총본산이 있는 곳으로 유명한 마법 왕국이다. 지표가 극한의 세계이기 때문에, 도시의 본체는 지하 깊이 존재하는「노던 시티」이지만 타국의 사람은 받아 들여지지 않고, 플레이어도 들어가는 것은 불가능했다. 나라를 통치하는 여왕 벨데가르드는 홀로그램의 모습으로밖에 다른 사람의 앞에 나타나지 않고, 현존하고 있는지조차 분명하지 않았다. 또 지하의 거주자의 모습도 확인되지 않고, 지하 도시 그 자체가 사실은 존재하지 않는 것일 수도 있다는 설도 있었다.

#### 아이언 사우스
아크로니아 대륙 남방의 섬에 있는 광산 도시. 화산대의 칼데라 침식에 의해서 태어난 벼랑에 붙듯이 도시가 존재하였다. 풍부한 자원력을 바탕으로 세계 최강이라고 칭해지는 군대를 가지는 군사 국가로서 군림하고 있어, 무장화한 비공정에 의한 공군, 각지에서 모인 용병 부대 등 수많은 전력을 가졌다. 그러한 반면, 정치는 공화제가 시행되고 있어 시민의 투표에 의해서 의원이 결정된다. 거주자의 기질은 몹시 거칠지만 인정에 두텁다고 하는 호쾌를 그림으로 그린 듯한 느낌.모험자가 그대로 자리잡아 버리는 것도 적지 않다고 했다.

#### 파이스트
아크로니아 대륙 동쪽의 파이스트섬에 있는 도시. 온난한 기후와 풍부한 자연이 풍족한 온화한 토지에서, 농업 도시로서 번창하고 있었다. 예로부터 온 세상의 식량 사정을 지지해 온 나라이며, 전쟁 중에도 그러한 배경으로부터 타국으로부터의 침략을 면해 오고 있었다. 당연히 실전 경험은 전무이지만, 전투용 사냥개를 따르게 하는 녹색 방패군등의 전력은 그 나름대로 소지하고 있는 모양. 정치 체계는 농업 공동체를 모체로 한 평의회가 중심으로, 농민 스스로가 다스리고 있는 나라라고 말해도 괜찮을 것이다. 목가적이고 평화적인 나라로 보이지만, 그 그림자에는 불사의 몬스터로 소굴화된 꺼림칙한 과거를 가지는 옛 성이나, 협정을 찢고 바다로 계속 내보내는 수수께끼단으로 불리는 무법자의 집단이 존재하고 있어, 반드시 평온인 땅이라고는 단언할 수 없었다.

#### 모그
아크로니아 대륙의 남서에 위치한 섬에 있는 도시. 풍부한 탄광 자원을 가져, 아이언 사우스와는 예부터 그 역사를 같이 해 왔지만, 자원의 수요가 높아지는 것에 따라 점차 발언력을 강하게 해 가, 근년이 되어 아이언 사우스에서의 독립선언을 실시했지만, 아이언 사우스와의 관계는 험악해져 현재도 긴장 상태가 계속되고 있었다. 독립 후에는 잠정 의회가 설립되어 정치 체계가 정돈되었다. 아이언 사우스와의 연합 도시 시대에는, 아이언 사우스에서의 취급이 결코 좋지 않았던 것 같아서, 사실상의 속국과 같은 취급이었다. 아이언 사우스의 의향에 의해 박해를 받은 사람도 안에는 존재해, 그러한 어두운 역사적 배경의 탓인지, 거주자들은 외부인에 대해서 차갑고 배타적.독립을 완수해 희망에 끓는다고 하는 신흥 국가의 이미지에 반한 퇴폐적인 분위기가 있었다. 또, 탄광 이외에도 이 땅에는 고대 문명의「기계」의 기술이 많이 남겨지고 있어 그 중 빛의 탑으로 불리는 거대한 건조물과 그 중에 존재하는 다수의 기계가 대표적이었다. 도미니언세계와 타이타니아세계로 연결되어 있는 하늘까지 닿은 탑으로도 갈 수 있는 곳이었다.

#### 통카
아크로니아 대륙 남동쪽 섬에 위치한 공방 도시이며, 아이언 사우스의 속국. 공방 도시의 이름답게 주민 대부분이 수공업을 하고 있으며, 비공정 공장을 비롯하여 마리오네트 총본산, 기계공학자 길드 총본산 등 많은 기술이 쏠려 있다. 마리오네트와 그것을 조종하는 군인으로 구성된 "돌즈 군"과 기계공학자 길드 2족 보행 로봇 등 많은 전력을 소유하고 있었다. 돌즈 군 일부를 아이언 사우스 군과 아크로 폴리스 남군에 일부 파견하고 있지만, 모그의 독립에 영향을 받아 최근에는 "스스로 독립해야하는가"라는 여론이 높아지고 있고, 아이언 사우스와 사이가 험악해져가고 있었다. 비공정의 유일한 제조 공장이 있다는 공예 단지이므로 통카를 찾는 모험가는 끊이지 않았다.

#### 에밀 세계의 던전
- 벌들의 고향 - 레벨 15 이하 모험자만 들어갈 수 있는 던전. 동굴의 벽에서 달콤한 과즙이 배어 나와, 그것을 목적으로 하는 몬스터가 대량으로 서식했다.
- 대륙의 동굴 - 아크로니아 동쪽 해안의 산 위에 있는 던전. 바다로 연결되어 있고, 특정 조건을 만족하면 인스마우스의 고향에 들어갈 수 있었다.
- 얼어붙은 갱도 - 이름 그대로 얼어붙은 던전. 최하층에는 수수께끼의 유적이 존재했다.
- 폐탄광 - 군함섬 지하에 펼쳐진 던전. 곰 형식 몬스터가 대량으로 서식했다. 최하층에는 독이 있어 호흡하는 것만으로도 체력을 조금씩 빼앗겼다.
- 무한 회랑 - 스텝 사막에 있는 시설. 복층 구조로 되어 있으며, 다음 층으로 진행하려면 파티원 수만큼의 반지가 필요했다.
- 노던 던전 - 노던프롬나드 북부에 있는 광대한 던전. 알카나 계열 몬스터가 많이 서식했다.
- 사우스 던전 - 아이언시티 하층 입구에 있는 광산 던전. 내부에는 광석을 운반하는 기관차가 운행되고 있으며, 치이면 큰 대미지를 받았다. 마르크트 선착장이라는 곳이 존재하지만, 인스마우스와의 협정에 따라 바다를 사용할 수 없는 에밀 세계에 무엇을 위해 만들어졌는지 알 수 없었다.
- 이스트 던전 - 이스트 던전, 원시림, 독 습지로 구성된 숲 던전. 독 습지는 독 지역에 들어가면 중독상태가 되어 버렸다. 숲은 다른 위치로 연결되는 함정이 있었는데, 특정 조건을 만족하면 특별한 장소에 이동할 수 있었다.
- 언데드 성 - 파이스트 남쪽 곡창 지대에 있는 망자가 우글거리는 옛 성. 아직까지 내부 지도가 만들어지지 않았다.
- 빛의 탑 - 모그 남부에 있는 고도의 기계 시대 탑. 내부에는 기계 시대 유물이 대량으로 존재하기 때문에 대규모 발굴 조사를 하고 있었지만, 몇 년 전 사고로 내부에 몬스터가 출연해 조사를 중단했다.
- 마이마이 유적 - 마이마이 섬의 고대 유적. 이 괴상한 유적을 숭배하는 사람도 있었다. 원래 입구는 폐쇄했지만, 혼성 기사단 조사단에 의해 갑판 부분에 입구가 만들어졌다. 내부에는 많은 기계 무기가 존재하며, 최근까지도 DEM들이 활동하고 흔적도 많이 남아있었다.

### 타이타니아의 세계
천계, 평화롭고 아름다운 낙원
사방이 바다에 둘러싸인, 초록과 문명이 조화를 이룬 세계. 현재는 침략자「DEM」의 침공을 막기 위한 특수한 결계에 의해, 하늘까지 닿은 탑의 섬과 워터레이어 주변의 해역이 격리되었다. ECO 타운이라는 유원지가 있었지만, 고래에 의해 삼켜져 ECO 타운은 타이타니아 세계에서 사라졌다. 그 흔적으로, ECO 타운 부지에는 거대한 고래 꼬리를 볼 수 있었다. 타이타니아는 총명한 종족이며 뛰어난 문명을 보유하고 있다. 그 때문에 다른 종족을 멸시하는 사람도 많았다.

#### 엘 시엘
타이타니아 세계 아크로니아 대륙 중심부에 있는 공중 도시. 상층과 하층으로 나뉘어 있으며, 상층은 전망 광장과 정치 시설, 하층은 상업 시설이 집중되었다.

#### ECO 타운
타이타니아 세계의 휴양지. ECO 타운 내에는 온천과 쇼핑센터가 있으며, 어트랙션 존에서 미니 게임을 즐길 수 있었다. ECO 타운에서의 쇼핑에는 ECOIN이라는 전용 동전만이 사용되었다. 또한, ECO 타운 내에 고래 바위라는 높은 LV의 던전이 존재했다.

#### 타이타니아 세계의 던전
- 해저 동굴 - 워터레이어에서 바다로 이어지는 동굴. 들어가는 시간대에 따라 한류와 난류로 나뉘어 있었으며, 나오는 몬스터가 다랐다.
- 고래바위 - ECO 타운에 있는 고래 모양 바위 사이에 있는 던전. 다른 차원의 세계로 이루어져 있으며, 고래가 삼킨 각종 세계의 다양한 시설이 존재했다.

### 도미니언의 세계
명계, 수수께끼의 차원 침략자 기계종족「DEM」의 침공이 시작된 비애의 전쟁터
전투본능으로 가득찬 끝없는 힘을 얻으려는 도미니언 종족의 고향. 평화로운 에밀과 타이타니아 세계와는 달리 수수께끼의 기계종족 「DEM」의 본격적인 침공이 이루어지고 있는 전쟁터이었다. 검은 태양과 자줏빛 하늘, 장기화된 전쟁으로 말라 비틀어진 토지에는 녹색은 찾아 볼 수 없고 모래와 갈라진 황야만이 맞이하는 삭막한 지역이었다. 흉물스럽게 땅에 박혀 있는 결계석들에 의해 「DEM」들의 절대영역을 구축당했다.
도미니언의 세계는 웨스트포트를 중심으로, 동쪽의 골든 브릿지, 지옥의 사막, 스텝캐년, 서 아크로니아평원, 남쪽의 군함섬, 군함섬 지하, 지하 정수시설, 지하 대수로, 구 아크로폴리스 등이 공개되었다.
페러렐월드의 대표시스템, 차원전생을 거쳐 출입 할 수 있었다.

#### DEM폴리스
DEM 의해 개조된 아크로폴리스시티. 예전의 모습은 전혀 없었다. 현재 입구는 닫혀 있지만, 토룡(두더지 형식 몬스터)의 힘에 의해 지하 통로가 만들어졌다.

#### 웨스트포트
혼란의 전쟁통에 살아남은 도미니언들은 서쪽으로 도망쳐 웨스트포트에서 레지스탕스를 결성, 끊임 없는 「DEM」의 침공에 맞서 세계를 지키는 마지막 보루로 저항활동을 계속해 나갔다. 웨스트포트는 아크로니아 대륙의 서쪽에 위치해 골든브릿지로 연결되었다. 이 주변은 도미니언의 저항이 강하기 때문에 가까스로 「DEM」에 의한 기계화가 진행되지 않는 상황이었다.
웨스트포트에서 정기적으로 진행되는 공방전에 의해 정상적인 마을기능의 활성화가 결정되었다.

#### 도미니언 세계의 던전
- 군함섬 지하 - 메인 스토리를 진행하는 도중 들어가게 되는, 군함섬 지하 ~ 구 아크로폴리스 지령실까지 연결되는 던전. 지하 수로에는 기계화된 개미와 지네 형식 몬스터가 많이 서식하고 구 아크로폴리스에는 많은 DEM이 방어에 종사하고 있었다.

## 크게 변경이 있었던 기획
- 직업 전용 장비의 추가：개발 팀에 직업 전용 장비를 제작할 예정은 없었지만, 운영 팀이 하네하네 키로씨에게 직업 이미지 일러스트를 주문했을 때에 장비의 디자인을 하고 싶다는 제의(신청)가 있어 추가되었다.
- 등장비의 전종족 개방：등가방을 장비할 수 있는 것이 에밀족의 특색이며, 개발 팀의 강한 조건이었지만, 유저측의 요망을 운영 팀이 밀고 나가는 형태로 일부가 전종족에게 개방되었다.
- 시점 개방 MAP의 추가：모든 MAP는 내려다 보는 형태로의 시점을 예정해 개발비도 그처럼 짜여지고 있었지만, 유저측의 하늘을 보고 싶다는 등 강한 요청으로, 파이스트 이후는 시점 개방형으로 되었다.
- 아바타(Avatar) 아이템의 충실：개발 팀에 아바타(Avatar)성을 제일의 특징으로 할 예정은 없었지만, 아바타(Avatar) 아이템의 충실을 바라는 유저의 소리가 컸던 이후 변경되었다.
- 상인 계열 테크니컬 직업의 추가：상인 계열의 2차직은 엑스퍼트 직업·트레이더만으로 계획됐지만, 유저의 요구에 의해 테크니컬 직업이 추가되었다.
- 스토리성 중시에의 스텝 업：세계 설정등은 당초부터 존재하고 있었지만, 뭐든지 유인 세계를 귀여운 캐릭터로 자유롭게 놀려는 스탠스로, 메인 스토리적인 것은 특히 추가할 예정은 아니었다. 그러나, 이야기를 즐기고 싶다고 하는 유저의 소리가 컸던 이후, SAGA4로 초기 구상을 끝낸 후 메인 스토리적인 내용이 추가되게 되었다. 본격적인 시동은 SAGA6부터.
- SAGA8로부터 도입된 필드 PvP가, 컨셉에서의 일탈, 게임으로서 성립하지 않는 밸런스, 그것까지 거의 존재하지 않으면 동등했던 데스페널티가 급격하게 무거워진 일, 시스템의 맹점을 찌르는 플레이어가 랭킹 상위 독점 등등으로 유저의 격렬한 반발에 맞아, 그 후의 유저 컨퍼런스로 사죄한다고 하는 전대미문의 사태에 빠진 때문에, 시스템의 대폭 개편을 하게 되어, PvP는 신청식이 되고, 그 후로 예정되어 있던 스케줄은 큰폭으로 늦게 되었다.

## 이미지 캐릭터
트리오 ECO에서는 브로콜리가 캐릭터 개발을 담당했다.
SAGA0~SAGA5까지의 종족 이미지 캐릭터와 1차직·2차직 엑스퍼트·2차직 테크니컬·브리더의 이미지 캐릭터는 카드게임「아쿠에리안 에이지」의 일러스트레이터를 맡은 하네하네 키로가 디자이너를 담당했다.
일반적인 게임 개발과는 달라, 실제로 플레이어가 취급하는 캐릭터의 그래픽이 완성한 후에 디자인 되었다. 마스코트 캐릭터 타이니(게임중에서는 타이니·제로라고 하는 명칭)도, 개발용의 미술 설정을 바탕으로 하네하네 키로가 어레인지 디자인한 것이다.
- ECO 이미지 캐릭터：초기의 디자인은 ECO의 캐릭터·장비 디자인이 바탕으로 되어 있었다. 이러한 이미지 캐릭터는 게임내에도 추가되고 있어 튜토리얼이나 계절 이벤트등으로 모습을 볼 수가 있는 것 외에, 특별한 에피소드 이벤트도 있었다. SAGA가 진행될 때(게임이 성장한다)마다 게임 내용을 표현하는 이미지 캐릭터들도 일러스트상에서 성장하였다. SAGA6에서는 디자이너가 변경되어 SAGA6에서는 오다니 오사무, SAGA7부터는 Production I.G가 담당하였다. 또, ECO 이미지 캐릭터는 종족 이미지 캐릭터를 겸하고 있었지만 SAGA7에서는 종족 이미지 캐릭터-다른 사람과 나누어 담당해 그렸다.
  - 에밀：에밀족의 소년. 갈색의 머리카락과 눈동자를 하고 있었다.
  - 마샤：에밀족의 소녀. 갈색의 머리카락과 눈동자를 하고 있었다.
  - 티투스：타이타니아족의 소년. 금빛의 머리카락을 하고 있었다.
  - 티타：타이타니아족의 소녀. 금빛의 머리카락에 푸른 눈동자를 하고 있었다.
  - 베리얼: 도미니언족의 소년. 청색의 머리카락에 붉은 눈동자를 하고 있었다.
  - 르리에：도미니언족의 소녀. 빨강 보라색의 머리카락에 붉은 눈동자를 하고 있었다.
  - 룩스: DEM 소년
  - 리리: DEM 소녀

- 직업 이미지 캐릭터：직업에 줄 수 있었던 스킬등의 이미지부터 일러스트레이터의 자유로운 이미지로 만들어진 캐릭터들이며, 그려진 의상을 플레이어 캐릭터의 장비로서 추가하는 일로 게임내에 반영되고 있다. 이미지 일러스트는 테크니컬 직업·승부사와 조인트 직업·브리더를 제외해 다른 한쪽의 성별만이 그려져 있었다. SAGA7에서는 모든 직업 이미지 일러스트-다른 사람과 나누어 담당하고 있어, 이쪽은 모든 직업으로 양쪽 모두의 성별이 그려져 있었다.
  - 1차직：하네하네 키로 디자인. ECO의 장비 디자인을 어레인지한 의상도 그려졌다.
  - 2차직 엑스퍼트：하네하네 키로 디자인. 전투 메이드 로봇·다크 널스등 근년 유행의 모에 계에 가세해 비키니요로이의 전사등 왕도적 의상도 그려졌다.
  - 2차직 테크니컬：하네하네 키로 디자인. 일차직·2차직 익스퍼트에 비해 의상의 세부까지 정교한 디자인에 그려져 있었다.
  - 조인트 직업·브리더：하네하네 키로 디자인.